# MS Rio de Janeiro (1914)
«Ріо-де-Жанейро» (англ. SS Rio de Janeiro (1914) — німецький вантажний пароплав, що належав судноплавній компанії Hamburg Südamerikanische і зареєстрований у Гамбурзі. Він був побудований як «Санта-Інес» у 1914 році та у 1921 році перейменований на «Ріо-де-Жанейро». До Другої світової війни він перевозив пасажирів і вантажі між Німеччиною та Південною Америкою.
7 березня 1940 року Крігсмаріне нацистської Німеччини реквізувало вантажне судно для перевезення військ і обладнання перед початком операції «Везерюбунг», у контексті підготовки до вторгнення до Норвегії та Данії.
За секретним планом судно мало прибути до Бергена одразу після захоплення міста німецькими військами. На борту «Ріо-де-Жанейро» перебували 50 членів екіпажу та 330 солдатів вермахту. Його вантаж складався з шести 20-мм зенітних гармат FlaK 30 і чотирьох 105-мм зенітних установок FlaK 38, 73 коней, 71 автомашини, а також 292 тонни провіанту, фуражу для тварин, палива та боєприпасів.
6 квітня 1940 року о 3 ранку судно вийшло з Штеттіна. Через два дні, об 11:15, менш ніж за добу до початку нападу на Норвегію, підводний човен, що сплив, був помічений біля Ліллесану. Спочатку вважалося, що це німецький підводний човен, але виявилося, що це польський підводний човен «Ожел», що діє у складі британського Королівського флоту. Субмарина подала знак «Ріо-де-Жанейро» зупинитися, що той і зробив. Командир польського підводного човна лейтенант Ян Грудзінський наказав судну здатися або потопити, але «Ріо-де-Жанейро» не відповів.
Тоді «Ожел» торпедував судно, яке почало тонути. Екіпаж і солдати на борту почали стрибати в море. Грудзинський повідомив британське адміралтейство про затоплення цього транспортного корабля, що прямував на північ, з німецькими військами.
О 12:00 літак Королівських ВМС Норвегії почав кружляти навколо тонучого корабля. О 12:50 з підводного положення субмарина вдруге торпедувала судно. Торпеда влучила в льох боєприпасів, викликавши вибух. Близько 180 чоловіків вижили після затоплення, були врятовані з моря та доставлені місцевими суднами в Ліллесан і Крістіансанн. Близько 200 німецьких матросів і солдатів загинули.